# SMS Réka
SMS Réka – austro-węgierski niszczyciel z początku XX wieku. Dziesiąta jednostka typu Huszár. Okręt wyposażony w cztery opalane węglem kotły parowe typu Yarrow.
„Réka” wziął udział w I bitwie w Cieśninie Otranto. 22 grudnia 1916 roku o godzinie 21:30 razem z SMS „Scharfschütze”, „Dinara” i „Velebit” zaatakowała trawlery blokujące sieciami Cieśninę Otranto. Austro-węgierskim niszczycielom udało się zmusić je do porzucenia sieci. Jak się później okazało, ocaliły w ten sposób zaplątany w nich okręt podwodny U-38.
Niszczyciel „Réka” przetrwał I wojnę światową i po jej zakończeniu został przekazany Francji. Złomowany w 1920 roku.